# يزيد بن أبي زياد الهاشمي
يزيد بن أبي زياد الهاشمي (47 هـ - 137 هـ): تابعي، من رواة الحديث النبوي. كوفي، مولى عبد الله بن الحارث بن نوفل الهاشمي. ولد سنة 47 هـ، وفي ذلك يقول: «قتل الحسين بن علي وأنا ابن أربع عشرة أو خمس عشرة سنة».وقال ابن حبان:«وكان مولد يزيد ابن أبي زياد سنة سبع وأربعين»، وقال الذهبي:«عَاشَ - يزيد - نَحْواً مِنْ إِحْدَى وَتِسْعِيْنَ سَنَةً».
وكان يزيد شيعياً، ثقة، قال جرير بن عبد الحميد: «يزيد أحسنهم استقامة في الحديث، ثم عطاء». عمر يزيد طويلاً، واختلط آخر عمره حتى كان لا يعقل فضعف حديثه، قال ابن سعد البغدادي: «يزيد بن أبي زِياد، ويكنى أبا عبد الله مولى عبد الله بن الحارث بن نوفل الهاشمي. توفّي سنة ستٍّ وثلاثين ومائة، وكان ثقةً في نفسه إلاّ أنّه اختلط في آخر عمره فجاء بالعجائب»، وقال العجلي:«يزيد بن أبي زياد مولى بني هاشم: "كوفي"، جائز الحديث، وكان بآخرة يلقن»، وقال ابن حبان: «كان صدوقا إلا أنه لما كبر ساء حفظه وتغير»، وقال الذهبي: «وكان من أوعية العلم، وليس هو بالمتقن، فلذا لم يحتج به الشيخان»، وفي الكاشف قال الذهبي: «شيعي، عالم، فهم، صدوق، ردئ الحفظ، لم يترك».

## روايته للحديث
- روى عن: الصحابي ثعلبة بن الحكم الليثي، الصحابي عبد الله بن جعفر بن أبي طالب،[4]الصحابي أبو جحيفة السوائي، يزيد بن يحنس الكوفي، عبد الرحمن بن أبي ليلى، سليمان بن عمرو بن الأحوص البارقي، عبد الله بن شداد، عبد الله بن الحارث بن نوفل، إبراهيم بن يزيد النخعي وهو من أقرانه، سالم بن أبي الجعد، أبو صالح السمان، مجاهد بن جبر، عكرمة البربري، عطاء بن أبي رباح، وطائفة.[9]
- روى عنه: عبد الله بن أبي نجيح، سليمان بن مهران الأعمش، محمد بن عبد الرحمن بن أبي ليلى، إسماعيل بن أبي خالد، ابن جريج، وهيب بن الورد، معمر بن راشد، سفيان الثوري، شعبة بن الحجاج، زائدة بن قدامة الثقفي، قيس بن الربيع، أبو جعفر الرازي، شريك بن عبد الله النخعي، جرير بن عبد الحميد، سفيان بن عيينة، وطائفة.